# Kärsta och Bredsdal
Kärsta och Bredsdal är en tätort som omfattar Kärsta i Björksta socken i östligaste delen av Västerås kommun och Västmanlands län samt, förutom 2015, Bredsdal i Breds socken i Enköpings kommun i Upplands län.
Kärsta ligger intill Sagån, som utgör gräns mot Uppland och Uppsala län. På andra sidan ån ligger Bredsdal i Enköpings kommun. Kärsta har mindre träindustri samt villabebyggelse. Skola finns i Orresta, cirka 2 km söderut. De flesta elever som går på Orrestaskolan bor i utspritt i Kärsta. Annars bor de andra i Orresta eller flera kilometer bort. 

## Befolkningsutveckling
| Befolkningsutvecklingen i Kärsta och Bredsdal 1960–2020 | Befolkningsutvecklingen i Kärsta och Bredsdal 1960–2020 | Befolkningsutvecklingen i Kärsta och Bredsdal 1960–2020 | Befolkningsutvecklingen i Kärsta och Bredsdal 1960–2020 | Befolkningsutvecklingen i Kärsta och Bredsdal 1960–2020 |
| --- | ------------------------------------------------------- | ------------------------------------------------------- | ------------------------------------------------------- | ------------------------------------------------------- |
| |                                                         |                                                         |                                                         |                                                         |
| År |                                                         |                                                         | Folkmängd                                               | Areal (ha)                                              |
| 1960 | 1960                                                    |                                                         | 234                                                     |                                                         |
| 1965 | 1965                                                    |                                                         | 215                                                     |                                                         |
| 1970 | 1970                                                    |                                                         | 204                                                     |                                                         |
| 1990 | 1990                                                    |                                                         | 198                                                     | 13#                                                     |
| 1995 | 1995                                                    |                                                         | 301                                                     | 27                                                      |
| 2000 | 2000                                                    |                                                         | 289                                                     | 28                                                      |
| 2005 | 2005                                                    |                                                         | 278                                                     | 28                                                      |
| 2010 | 2010                                                    |                                                         | 261                                                     | 27                                                      |
| 2015 | 2015                                                    |                                                         | 235                                                     | 22                                                      |
| 2018 | 2018                                                    |                                                         | 260                                                     | 29                                                      |
| 2020 | 2020                                                    |                                                         | 258                                                     | 30                                                      |
| Anm.: Namnändring 1965 från Orresta till Kärsta. Ej tätort 1975-1995. 2015 kom området Bredsdal att ligga utanför tätorten, för att åter ingå från 2018. # Som småort. |                                                         |                                                         |                                                         |                                                         |